# 1960-as Formula–1 brit nagydíj
Az 1960-as Formula–1-es világbajnokság hetedik futama a brit nagydíj volt.

## Futam
Silverstone-ban rendezték a következő brit nagydíjat, ahol Tony Brooks visszatért a BRP Cooperhez. Az Aston Martin a DBR5-öseivel Roy Salvadori és Maurice Trintignant indult a nagydíjon, míg az újonc John Surtees a monacói nagydíj után ismét jelen volt a mezőnyben a Lotus csapattal. Az időmérőn Brabham volt a leggyorsabb Graham Hill, McLaren és Bonnier előtt, így az első soron két Cooper és két BRM osztozott. A rajtnál három autó is a rajtrácson ragadt: Graham Hill (akivel ez már sorozatban másodszorra történt meg), valamint Brooks és Henry Taylor BRP Cooperje. McLaren az első kör végén második volt, de visszaesett Bonnier és Ireland mögé. Ireland ezután megelőzte Bonniert a második helyért. Hill csak a mezőny után tudott elindulni és gyors tempóban zárkózott fel. 37 kör után megelőzte Irelandet, majd a közönség örömére Brabhamet is utolérte, az 55. körben pedig megelőzte és az élre állt. A mezőnyben hátrébb Surtees megelőzte Irelandet a harmadik helyért. A vezető Hill egy ideje fékproblémával küzdött és a 72. körben kicsúszott a Copse-kanyarban, kiesett. A vezetés így Brabhamé lett, öt kör múlva pedig elsőként intették le Surtees és Ireland gyári Lotusa előtt.
| Helyezés | Rsz. | Versenyző           | Csapat/Motor       | Futott körök | Idő/Kiesés oka | Rajthely | Pontszám |
| -------- | ---- | ------------------- | ------------------ | ------------ | -------------- | -------- | -------- |
| 1        | 1    | Jack Brabham        | Cooper-Climax      | 77           | 2:04'24,3      | 1        | 8        |
| 2        | 9    | John Surtees        | Lotus-Climax       | 77           | + 49,6         | 11       | 6        |
| 3        | 7    | Innes Ireland       | Lotus-Climax       | 77           | + 1'29,6       | 5        | 4        |
| 4        | 2    | Bruce McLaren       | Cooper-Climax      | 76           | + 1 kör        | 3        | 3        |
| 5        | 12   | Tony Brooks         | Cooper-Climax      | 76           | + 1 kör        | 9        | 2        |
| 6        | 11   | Wolfgang von Trips  | Ferrari            | 75           | + 2 kör        | 7        | 1        |
| 7        | 10   | Phil Hill           | Ferrari            | 75           | + 2 kör        | 10       |          |
| 8        | 15   | Henry Taylor        | Cooper-Climax      | 74           | + 3 kör        | 16       |          |
| 9        | 14   | Olivier Gendebien   | Cooper-Climax      | 74           | + 3 kör        | 12       |          |
| 10       | 5    | Dan Gurney          | BRM                | 74           | + 3 kör        | 6        |          |
| 11       | 19   | Maurice Trintignant | Aston Martin       | 72           | + 5 kör        | 21       |          |
| 12       | 26   | David Piper         | Lotus-Climax       | 72           | + 5 kör        | 24       |          |
| 13       | 25   | Brian Naylor        | JBW-Maserati       | 72           | + 5 kör        | 18       |          |
| 14       | 16   | Masten Gregory      | Cooper-Maserati    | 71           | + 6 kör        | 14       |          |
| 15       | 21   | Gino Munaron        | Cooper-Castellotti | 70           | + 7 kör        | 25       |          |
| 16       | 8    | Jim Clark           | Lotus-Climax       | 70           | + 7 kör        | 8        |          |
| Kiesett  | 4    | Graham Hill         | BRM                | 71           | Kipördült      | 2        |          |
| Kiesett  | 24   | Lucien Bianchi      | Cooper-Climax      | 62           | Elektronika    | 17       |          |
| Kiesett  | 6    | Jo Bonnier          | BRM                | 59           | Felfüggesztés  | 4        |          |
| Kiesett  | 3    | Chuck Daigh         | Cooper-Climax      | 58           | Túlhevülés     | 19       |          |
| Kiesett  | 17   | Ian Burgess         | Cooper-Maserati    | 58           | Motorhiba      | 20       |          |
| Kiesett  | 18   | Roy Salvadori       | Aston Martin       | 46           | Kormányzás     | 13       |          |
| Kiesett  | 23   | Jack Fairman        | Cooper-Climax      | 46           | Üzemanyagpumpa | 15       |          |
| Kiesett  | 22   | Keith Greene        | Cooper-Maserati    | 12           | Túlhevülés     | 22       |          |
| Edz.*    | 3    | Lance Reventlow     | Cooper-Climax      |              | Visszalépett   |          |          |

* Csak az edzésen vett részt.

### Statisztikák
Vezető helyen:
- Jack Brabham: 60 kör (1-54 / 72-77)
- Graham Hill: 7 kör (55-71)

Jack Brabham 6. győzelme, 4. pole-pozíciója, Graham Hill 1. leggyorsabb köre.
- Cooper 12. győzelme.